# Saalbau Mayer (Schweinfurt)
Der Saalbau Mayer (auch: Schad Schanze oder: Saalbau Schweinfurt) war die seinerzeit größte Veranstaltungshalle in Schweinfurt. Sie lag auf einer Schanze der nordwestlichen Stadtbefestigung.

## Lage
Der Saalbau lag zwischen der Altstadt und der Neutorvorstadt, auf der einstigen Christina-Schanze, im heutigen Châteaudun-Park. Der längliche Bau lag parallel zur Südostfassade des heutigen Stadttheaters, nur wenige Meter von ihr entfernt. Er hatte die Adresse Neutorstraße 1.

## Geschichte

### Schad Schanze
Zunächst wurde auf der Schanze vor 1833 ein Wohnhaus im Biedermeier-Stil errichtet. Später wurde es zur Gartenwirtschaft mit einem muschelförmig überdachten Orchesterpodium ausgebaut. 1847 erwarb Michael Schad die Restauration und Gartenwirtschaft, die fortan "Schad Schanze" genannt wurde. Im ersten Stock hielt seit 1886 der Liederkranz seine Treffen ab. Die Gaststätte war durch das um 1870 abgebrochene Neutor und einen anschließenden Steg (Abbruch 1871) erreichbar, der über den hier breiten und tiefen Stadtgraben führte.

Schanze und Stadtgraben
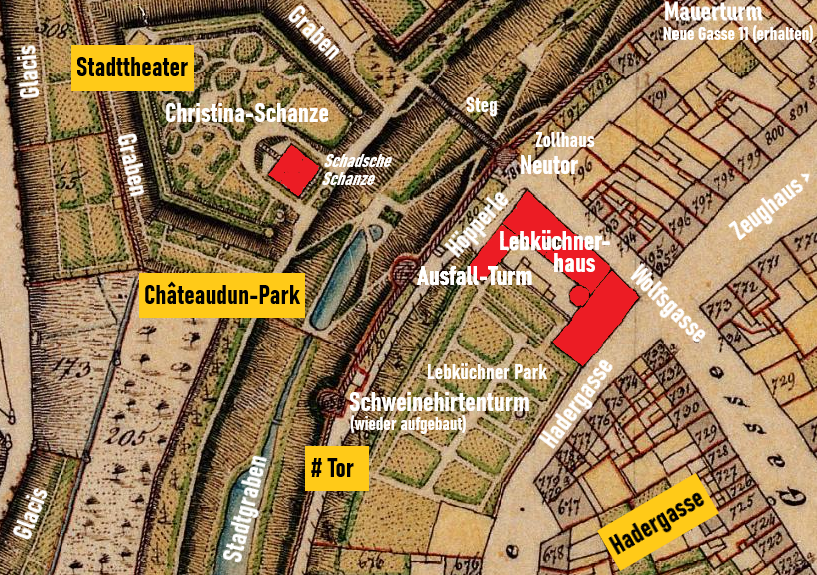
Urkataster von 1864. Stadtbefestigung an der Christina-Schanze. Weiße Schrift: auf Urkataster eingezeichnet. Schwarze Schrift: heutiger Bestand.
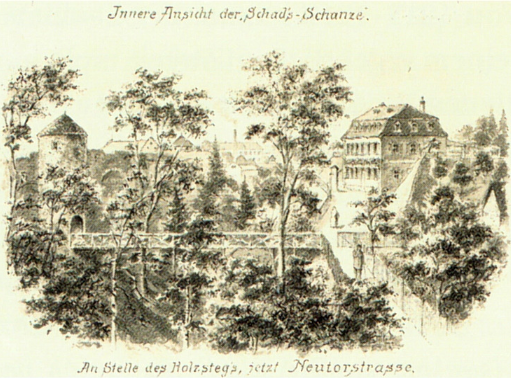
Steg über den Stadtgraben. Links Neutor, rechts Schad Schanze mit Gaststätte, noch ohne Saalbau.

### Saalbau

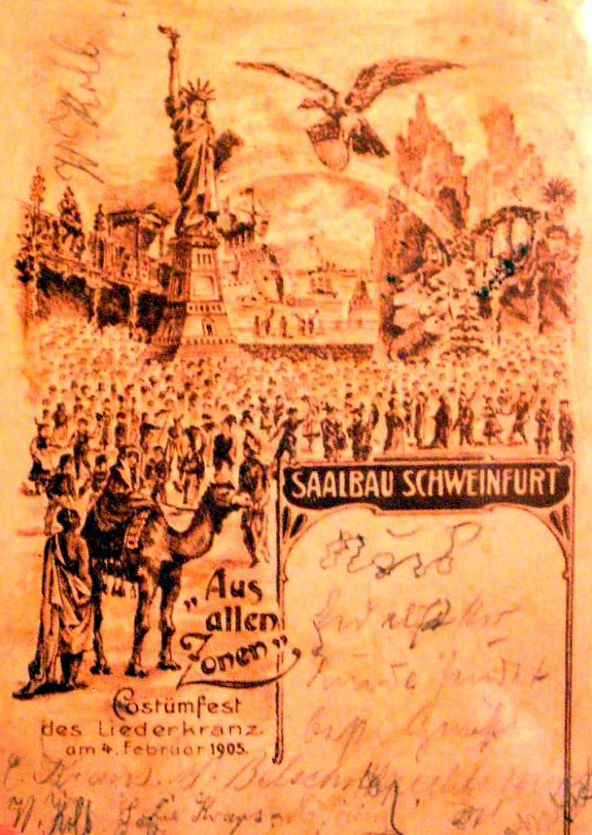
Veranstaltungsplakat 1905

Da es bis dahin keine größere Veranstaltungshalle in Schweinfurt gab, schlossen sich 1887 der Liederkranz und mehrere andere Vereine zusammen. Sie ließen nach Plänen des Münchner Architekten und geborenen Schweinfurters Ludwig Freytag einen Saalbau an das Haus anbauen, der 1887 eröffnet wurde. Nach einigen Besitzerwechseln übernahm 1913 der bekannteste Gastwirt Michael Mayer den Saalbau. Es fanden dort rauschende Feste und insbesondere in der Weimarer Republik viele politische Veranstaltungen statt. Am 15. Dezember 1928 sprach Adolf Hitler im Saalbau vor ungefähr 1400 Besuchern bei seinem ersten Besuch und Wahlkampfauftritt in Schweinfurt.

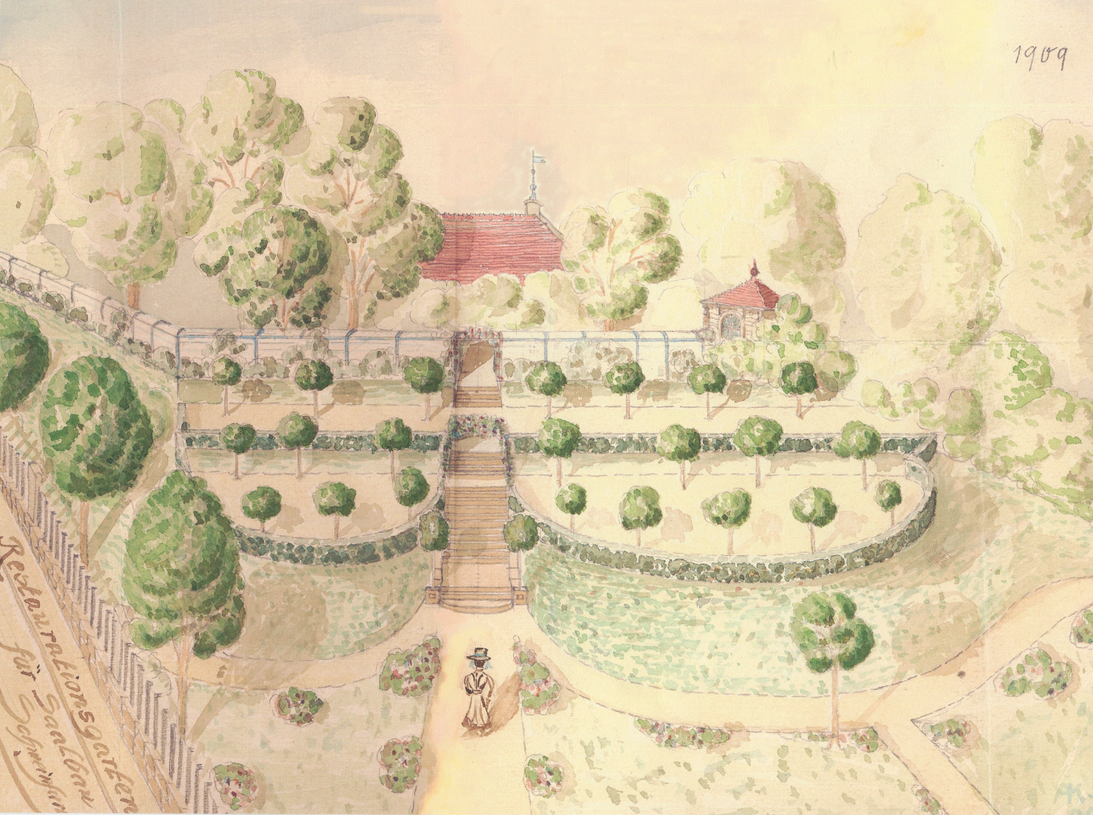
Restaurationsgarten mit Musikpavillon 1909
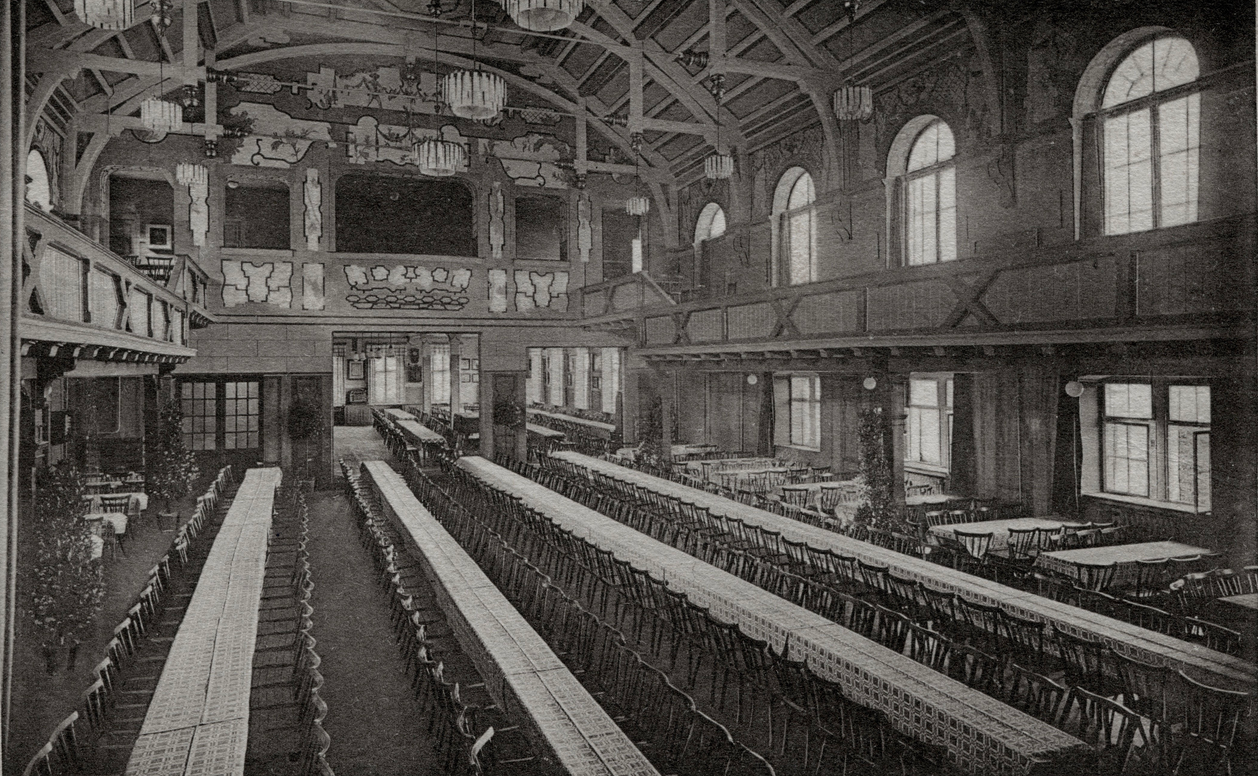
Saalbau von innen 1916
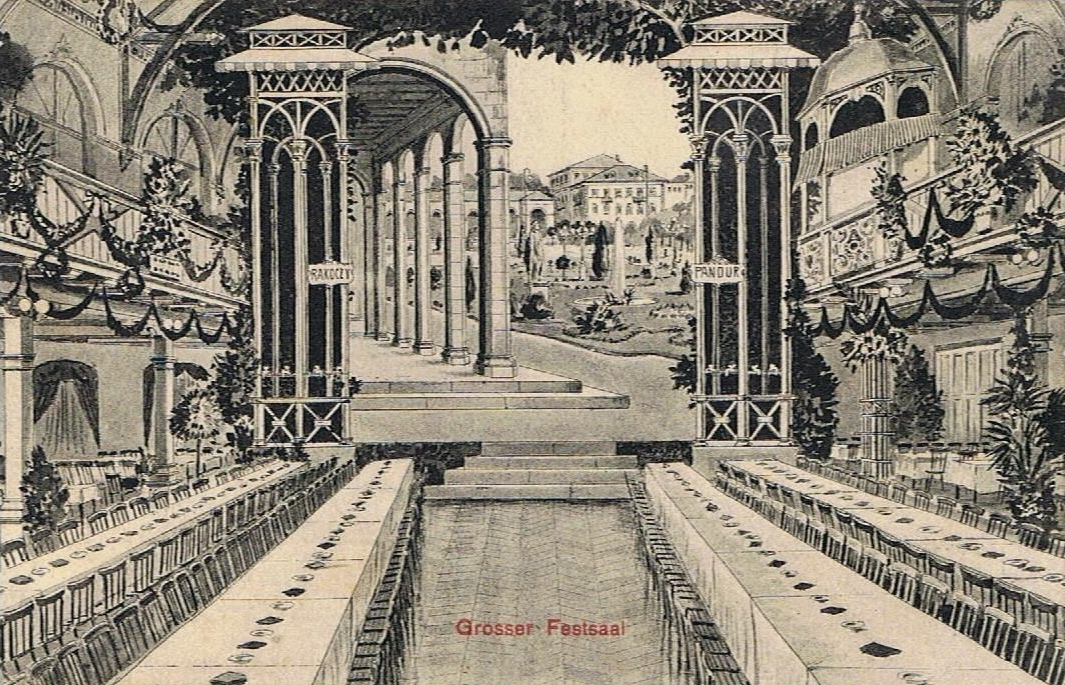
Bühnendekoration zu Bad Kissingen

### Nachkriegszeit
1944 wurde der Saalbau bei einem Bombenangriff völlig zerstört. 1951 wurde 400 Meter weiter westlich an der Friedrich-Ebert-Straße die Stadthalle eröffnet, die auch als Stadttheater diente. Bis schließlich 1966 nahezu an der Stelle des einstigen Saalbaus das neue Stadttheater eröffnet wurde.